# Gabrielle Poynot
Gabrielle Poynot, née le 7 novembre 1852 à Montreuil-Bellay et morte le 29 novembre 1932 à Paris, est une graveuse aquafortiste française.

## Biographie
Gabrielle Caroline Poynot est la fille d'Alexis Delphin Poynot, notaire, et d'Euphrasie Prudence Audebert.
Elle est élève de Charles Albert Waltner, Herminie Waternau et de Lionel Aristide Le Couteux.
En 1893, elle expose parmi trente femmes peintres françaises à l'exposition universelle de Chicago au Woman's Building.
Elle meurt le 29 novembre 1932 à son domicile de la rue Mayet à l'âge de 80 ans. Elle est inhumée le 1er décembre au cimetière du Père-Lachaise.

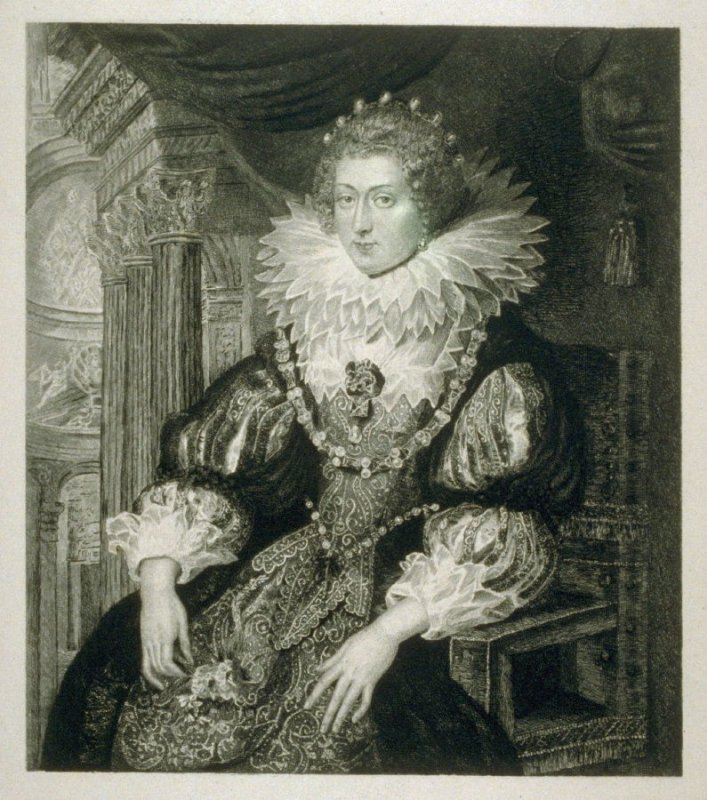
Élisabeth de France, d'après Pierre Paul Rubens (vers 1885, musée des Beaux-Arts de San Francisco).
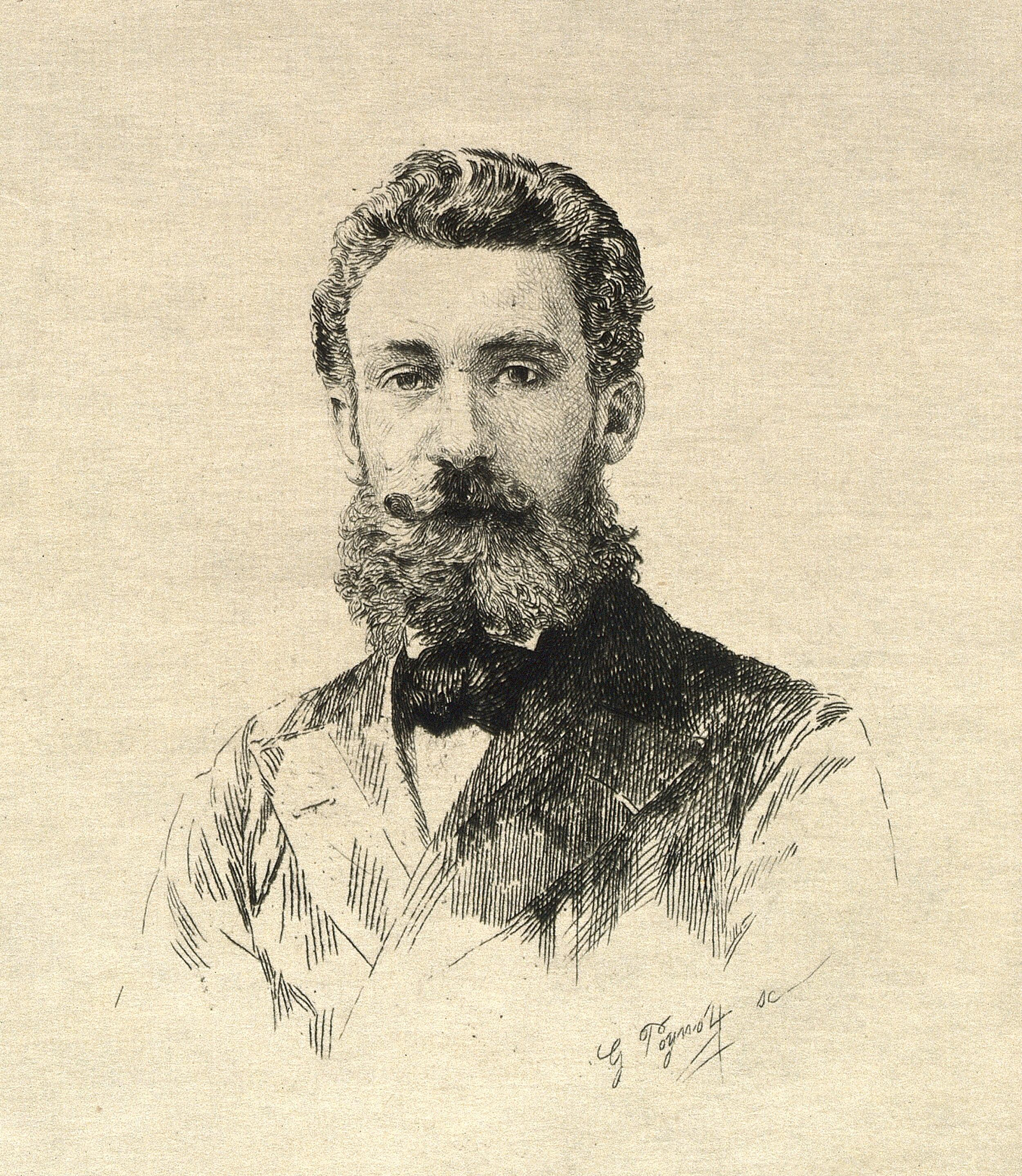
François Victor Foveau de Courmelles (n. d., Wellcome Collection).
Le philosophe en méditation, d'après Rembrandt (n. d., université de Leyde).